# Каммингс, Куинн
Куинн Каммингс (англ. Quinn Cummings; род. 13 августа 1967) — американская актриса и предпринимательница.

## Биография
Куинн Каммингс родилась в 1967 году в семье бизнесмена и бухгалтера. Её отец умер от сердечного приступа, когда ей было девять лет. Актёрскую карьеру начала в детстве со съёмок в многочисленных рекламных роликах. В 1977 году состоялся её кинодебют с роли дочери героини Марши Мейсон в романтической комедии Герберта Росса «До свидания, дорогая», которая принесла ей номинации за лучшую женскую роль второго плана на премии «Оскар» и «Золотой глобус». В дальнейшем Куинн Каммингс снималась исключительно на телевидении, исполнив небольшие роли в сериалах «Старски и Хатч», «Семья», «Ремингтон Стил» и ряде других. Во второй и последний раз на большом экране актриса появилась в 1989 году в драме «Слушай меня», а в 1991 году она прекратила сниматься.
В настоящее время она проживает в калифорнийском городе Лос-Фелис с дочерью Катариной (род. 2000) и бойфрендом.